# USS Constitution
El USS Constitution es una de las primeras fragatas de la Armada de los Estados Unidos que fue botada en 1797; recibió su nombre del mismo presidente George Washington, que la nombró de esta forma en honor a la Constitución de los Estados Unidos de América. Construida con el casco de madera y un aparejo con tres mástiles, es actualmente el navío más antiguo que aún se encuentra en activo y a flote en todo el mundo. El USS Constitution es una de las primeras seis fragatas de la Armada de los Estados Unidos, construidas gracias a la Ley Naval de 1794. Estas fragatas fueron diseñadas por Joshua Humphreys quien las diseñó para ser los navíos principales de la joven Armada de los Estados Unidos. Por este motivo, el Constitution y los otros fueron diseñados y construidos más grandes, más fuertes y mejor armados que el resto de las fragatas de la época.
Fue construida en Boston, Massachusetts en los Astilleros de Edmund Hartt. Inicialmente fue asignada para brindar protección a los barcos mercantes de los Estados Unidos durante la Cuasi-Guerra con Francia, y luchar contra los Piratas berberiscos durante la Guerra de Trípoli. Sin embargo, el Constitution es más famoso por sus acciones durante la Guerra de 1812 entre los Estados Unidos y Reino Unido, cuando capturó numerosos barcos mercantes y venció cinco barcos de guerra del Reino Unido: HMS Guerriere, HMS Java, HMS Pictou, HMS Cyane y el HMS Levant. En la batalla con el Guerriere se ganó el sobrenombre de "Old Ironsides", así como el respeto y el cariño público que en muchas ocasiones la salvaron de ser desmantelada.
Esta fragata ha servido activamente a los Estados Unidos a través de los años, ya sea como nave insignia en los escuadrones del Mediterráneo y del África, navegó alrededor del mundo en 1840. Durante la guerra de Secesión sirvió como buque escuela de la entonces Academia Naval de los Estados Unidos; en 1878 transportó obras de arte y presentaciones industriales a la Exposición Universal con sede en París. Retirada del servicio activo en 1881 siguió sirviendo como Buque de Recepción hasta 1907 que fue designada como museo. En 1931 inició un recorrido que duró tres años y cubrió 90 puertos. En 1997 volvió a navegar por su propio esfuerzo como parte de la conmemoracón de su cumpleaños número 200.
Hoy en día la misión del Constitution es promover el entendimiento del papel de la Armada en los períodos de guerra como en tiempo de paz a través de la extensión educativa, demostraciones históricas y con la participación activa en eventos públicos. Este navío se encuentra activo, y como tal, su tripulación de 60 miembros entre oficiales y marineros, participa en ceremonias, programas educativos y eventos especiales mientras mantienen el barco abierto a los visitantes durante todo el año ofreciendo recorridos gratuitos. Todo el personal asignado es miembro activo de la marina y la asignación a esta tripulación es considerado un deber especial. Tradicionalmente, el mando del navío es asignado a un comandante de la Armada.

## Construcción

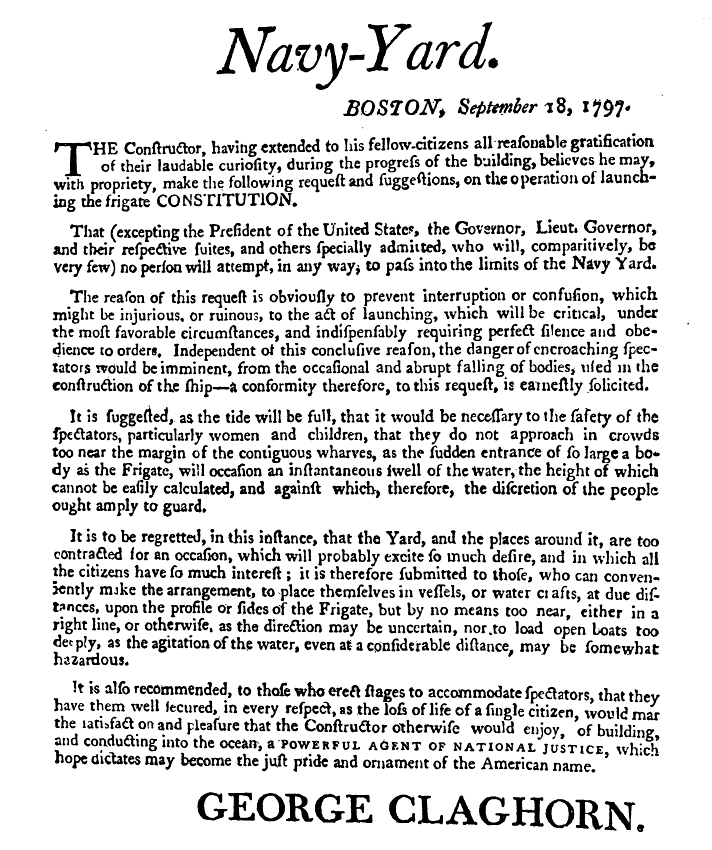
Claghorn's announcement of the launching.

En la Ley Naval de 1794 se prevé la construcción de cuatro navíos con cuarenta y cuatro cañones cada uno, y dos naves con treinta y seis cañones cada uno. El Constitution fue la tercera de las cuatro fragatas con 44 cañones en ser terminada, y fue nombrada por el Presidente George Washington. Su quilla se posó el 1 de noviembre de 1794 en los astilleros de Edmund Hartt en Boston, Massachusetts, bajo la supervisión del capitán Samuel Nicholson y del constructor naval George Claghorne. Los principales materiales utilizados en su construcción fueron pino blanco, Pino de hoja larga, roble blanco, y más importante, encino, el cual fue cortado en las colinas de Gascoigne en St. Simons (Georgia). El encino es una madera particularmente densa, puede pesar hasta 75 lb/pie3(1,201 kg/m³). El casco del Constitution se construyó con un grosor de 21 pulgadas (0,53 m) cuando lo común en esa época eran 18 pulgadas (0,46 m). Las nervaduras verticales del casco fueron colocadas con una separación de 2 plg (5,08 cm) en lugar de 24 plg (60,96 cm) que era lo estándar. La eslora entre perpendiculares es 175 pies (53,34 m), con una eslora total de 204 pies (62,18 m) y un ancho de 45 pies (13,72 m). En total se necesitaron 60 acres (0,24 km²) de árboles para su construcción. Paul Revere forjó los tornillos de cobre y la buzarda. El revestimiento de cobre instalado para evitar los daños producidos por las bromas fue importado desde Inglaterra.
En marzo de 1796 se anunció un acuerdo de paz entre los Estados Unidos y Argelia, lo que detuvo por completo la construcción del navío, que ya de por sí progresaba lentamente, esto en acuerdo con la Ley Naval de 1794. Después de algún debate, y por insistencia del Presidente Washington, el congreso acordó continuar dando fondos para la construcción de los tres buques cuya conclusión estaba próxima: USS United States,USS Constellation y el Constitution.
La ceremonia de la botadura del Constitution fue el 20 de septiembre de 1797 y fue presenciado por el presidente John Adams y el gobernador de Massachusetts Increase Sumner. Después de la botadura, el barco se deslizó únicamente 27 pies (8,23 m) antes de detenerse, el peso del navío causó que las vías de soporte se asentaran en el suelo evitando que el barco se moviera más. Un intento dos días después solo logró mover el barco otros 31 pies (9,45 m). Tomó un mes reparar las vías, después de lo cual el Constitution finalmente se deslizó dentro del Puerto de Boston el 21 de octubre de 1797 con el capitán James Sever rompiendo una botella de vino Madeira en el Bauprés.
A pesar de ser definida como una fragata de 44 cañones, el Constitution a menudo transportaba más de 50 cañones a la vez. En comparación, un barco inglés de línea, de acuerdo con su clasificación transportaba entre 50 y 100 cañones. Durante la Guerra de 1812, la batería de armas del Constitution típicamente consistía de 30 cañones de 24 libras, 15 a cada lado de la cubierta de armas. Veintidós carronadas en la cubierta de almacenaje o repuestos, 11 a cada lado, además de 2 cañones en la proa y dos en la popa.

## Cuasi-Guerra
Casi al final del período de acondicionamiento del Constitution, Nicholson fue autorizado para reclutar marineros y guardiamarinas, pero topó con falta de interés por parte de los posibles reclutas. El agente naval en Boston atribuye las dificultades de Nicholson a él mismo y a su carácter, describiéndolo como "un hombre tosco, simplemente un fanfarrón, un hombre cuyo ruido y vanidad es desagradable para los marineros".
El Presidente Adams ordenó a todas las naves de la Marina hacerse a la mar a finales de mayo para patrullar en busca de barcos armados franceses y para liberar cualquier barco estadounidense capturado por ellos. El Constitution no estaba listo todavía para navegar, y eventualmente tuvo que tomar prestados dieciséis cañones de 18 lb al Castle Island antes de que estuviera listo finalmente. El Constitution se hizo a la mar en la tarde del 22 de julio de 1798 con órdenes de patrullar entre Nuevo Hampshire y Nueva York. Un mes después, mientras se encontraba patrullando entre la Bahía de Chesapeake y Savannah, Georgia, vendría la primera oportunidad de Nicholson de capturar un premio de guerra: fuera de la costa de Charleston, Carolina del sur, el 8 de septiembre, interceptó el Niger, un navío de 24 cañones navegando con tripulación francesa en ruta entre Jamaica y Filipinas, el Niger declaró que estaba navegando bajo las órdenes del Reino Unido. Nicholson, quizá malentendiendo sus órdenes, puso la tripulación del Niger en prisión, puso una tripulación temporal a bordo y llevó el Niger a Norfolk Virgina. Una semana después, el Constitution navegó al sur de nuevo para escoltar un convoy mercante, pero su bauprés fue dañado severamente durante un temporal, obligándola a regresar a Boston para reparaciones. Mientras tanto, el Secretario de la Marina Benjamin Stoddert había determinado que el Niger realmente estaba operando a las órdenes del Reino Unido, y el barco y su tripulación fueron liberados para que siguieran su camino junto con un pago de 11.000 dólares al Reino Unido.
Nicholson partió el 29 de diciembre para reportarse con el Comodoro John Barry cerca de la isla de Dominicana para patrullar en el Mar Caribe. El 15 de enero de 1799, el Constitution interceptó el Spencer, un mercante británico que había sido tomado como premio de guerra por la fragata francesa L'Insurgente algunos días atrás. Técnicamente, el Spencer era un barco francés con una tripulación temporal francesa; pero Nicholson liberó el barco y su tripulación al siguiente día, quizás lo sucedido con el Niger lo hizo dudar. Uniéndose al comando de Barry quien se encontraba a bordo del United States, el Constitution casi de inmediato tuvo que hacer reparaciones en su aparejo a causa de una tormenta. El tiempo transcurrió sin novedades hasta que el 1 de marzo se encontraron con el HMS Santa Margarita cuyo capitán era un conocido de Nicholson. Los dos amigos acuerdan una carrera, el capitán británico estaba muy seguro de ganar, pero luego de 11 horas navegando el Santa Margarita bajó sus velas y admitió la derrota, pagando un tonel de vino a Nicholson como premio. Reasumiendo su patrullaje, el Constitution logró recapturar el Neutrality una corbeta estadounidense el 27 de marzo y, pocos días después capturar el barco francés Carteret. Sin embargo, el Secretario Stoddert tenía otros planes y llamó al Constitution de regreso a Boston. Arribaron el 14 de mayo y Nicholson fue relevado de su cargo.

### Cambio de mando
El capitán Silas Talbot fue llamado de nuevo a servicio para que tomara el mando del Constitution como el Comodoro de Operaciones en las Indias Orientales. Después de las reparaciones y el re abastecimiento, el Constitution zarpó de Boston el 23 de julio con destino a Santo Domingo vía Norfolk, con instrucciones de interrumpir la navegación francesa; en este viaje tomó el Amelia con una tripulación temporal francesa y lo envió de vuelta a Nueva York con una tripulación temporal estadounidense. El Constitution arribó a Santo Domingo el 15 de octubre y se reunión con el USS Boston, el USS General Greene y el USS Norfolk. En los siguientes seis meses no sucedió nada relevante especialmente porque las hostilidades francesas habían disminuido. El Constitution permanecía ocupado en patrullajes de rutina y con algunas visitas diplomáticas realizadas por Talbot. Todo cambió en el mes de abril de 1800, cuando Talbot está investigando el aumento del tráfico marítimo cerca de Puerto Plata y descubrió que el corsario francés Sandwich estaba oculto ahí. El 8 de mayo el escuadrón capturó la balandra Sally y Talbot fraguó un plan para capturar el Sandwich, utilizando el Sally que era familiar en la zona, para entrar en el puerto. El teniente primero Isaac Hull al mando de 90 marineros y marines logró entrar en Puerto Plata sin encontrar resistencia el 11 de mayo y capturó el Sandwich además de inhabilitar los cañones de un fuerte español cercano. Después se determinó que el Sandwich había sido capturado de un puerto neutral, así que la nave fue regresada a Francia con disculpas y no se pagó ningún dinero de premio por la captura al escuadrón.
Por los siguientes dos meses el Constitution estuvo de nuevo ocupado en patrullajes de rutina, hasta el 13 de julio cuando un problema reincidente en el mástil principal obligó al navío a dirigirse hacia Cabo Haitiano o Cap Francois para reparaciones. Los contratos de los marineros a bordo del Constitution estaban por expirar, por lo que se hicieron los preparativos para regresar a los Estados Unidos, el 23 de julio fue relevada del servicio por el Constellation. En su viaje de regreso, el Constitution escoltó 12 barcos mercantes hasta Filadelfia, y llegó a Boston el 24 de agosto, donde recibió mástiles, velas y aparejos nuevos. Para entonces la paz entre los Estados Unidos y Francia era inminente, aun así el 17 de diciembre el Constitution zarpó hacia las Indias Orientales como buque insignia del escuadrón, reuniéndose con el USS Congress,USS Adams, USS Augusta, USS Richmond y el USS Trumbull. La asignación encomendada al escuadrón era la protección de los barcos estadounidenses, aunque ya no podían perseguir barcos franceses. Así continuaron hasta abril de 1801 cuando el USS Herald arribó con órdenes para el escuadrón de regresa a los Estados Unidos. El Constitution retornó a Boston a esperar un reacondicionamiento programado para octubre de ese mismo año, pero fue cancelado un poco después; finalmente el Constitution fue enviado a la flota de reserva el 2 de julio de 1802.

## Primera guerra berberisca
En 1801, el rey de Trípoli Yusuf ibn Ali Karamanli aumentó a 225 000 dólares el tributo que los Estados Unidos pagaba por protección de sus barcos en el mediterráneo, en respuesta Thomas Jefferson envió un grupo de fragatas para defender los intereses de los Estados Unidos en la zona. El primer escuadrón estuvo bajo el comando de Richard Dale a bordo del USS President (1800) y el segundo bajo el comando de Richard Valentine Morris en el USS Chesapeake (1799) Ambos escuadrones no tuvieron éxito bloqueando a los navíos de los Estados Berberiscos, razón por a cual Morris fue destituido en 1803. El capitán Edward Preble re comisionó al Constitution el 13 de mayo de 1803 como su barco insignia, haciendo preparativos para comandar un nuevo escuadrón que intentaría, por tercera vez, bloquear a los Estados Berberiscos. El Constitution requería un recubrimiento de cobre en su casco, siendo esta la primera de muchas veces que Paul Revere supliera las hojas de cobre necesarias.
El Constitution zarpó de Boston el 14 de agosto y el 6 de septiembre, cerca del Peñón de Gibraltar, se encontró con un barco desconocido en medio de la oscuridad. El Constitution se colocó al lado del otro navío y Preble saludó al desconocido, solo para recibir otro saludo en respuesta. Después de identificarse como la fragata Constitution de los Estados Unidos, Preble seguía sin recibir la respuesta apropiada. Perdiendo la paciencia Preble dijo: «Voy a saludarle por última vez. Si no me responde en forma apropiada voy a disparar en su contra». El extraño respondió, «Si me dispara una vez yo le daré una andanada». Preguntando una vez más, Preble demandó una respuesta a lo que el otro respondió, «Este es el Barco de Su Majestad Británica el Donegal, con 84 cañones, Sir Richard Strachan, un comodoro inglés». al mismo tiempo que ordenaba, «Envíe su bote a bordo». Preble, ahora totalmente sin paciencia, exclamó, «Este es el barco Constitution, 44 cañones, Edward Preble, un comodoro americano, quien primero será maldito antes de enviar su bote a bordo de cualquier navío». Entonces dijo a su tripulación de armas: «¡Muchachos, soplen sus mechas!» Antes de que el incidente escalara a más un bote se acercó proveniente del barco y un teniente inglés entregó las disculpas de su capitán. De hecho el barco no era el Donegal, sino el HMS Maidstone (1797), una fragata de 32 cañones. El Constitution se había colocado al lado del otro barco tan calladamente que el Maidstone se había retrasado en responder con el saludo correcto ganando tiempo para preparar sus cañones. Este suceso fue el inicio de una fuerte lealtad entre Preble y los oficiales bajo su mando, conocidos como los "Muchachos de Preble" al mostrar que él estaba dispuesto a desafiar un buque de línea.
Arribaron a Gibraltar el 12 de septiembre y tuvieron que esperar al resto del escuadrón. Su primera acción fue establecer un tratado con el Sultán Sulayman de Marruecos, quien tenía barcos estadounidenses como rehenes para asegurarse el regreso de dos navíos capturados por los Estados Unidos. Zarpando de Gibraltar el 3 de octubre, el Constitution y el USS Nautilus (1799) arribaron a Tánger al siguiente día, el 4 de octubre, llegaron el USS Adams (1799) y el USS New York (1800). Con cuatro buques de guerra estadounidenses en su puerto, el Sultán estuvo más que complacido en acordar la transferencia de los barcos entre las dos naciones. Preble partió con su escuadrón el 14 de octubre con rumbo a Gibraltar.

### Batalla del Puerto de Trípoli
El 31 de octubre el USS Philadelphia (1799), bajo el mando de William Bainbridge, encalló frente a Trípoli mientras perseguía un barco tripolitano. La tripulación del Philadelphia fue hecha prisionera y el barco fue llevado a puerto por los tripolitanos. Preble planeó utilizar el Mastico, un barco capturado, para hundir el Philadelphia. El Mastico fue renombrado como el USS Intrepid (1798) y bajo el comando de Stephen Decatur entró al puerto de Trípoli el 16 de febrero de 1804, rápidamente vencieron a la tripulación tripolitana y según lo planeado encendieron el Philadelphia.

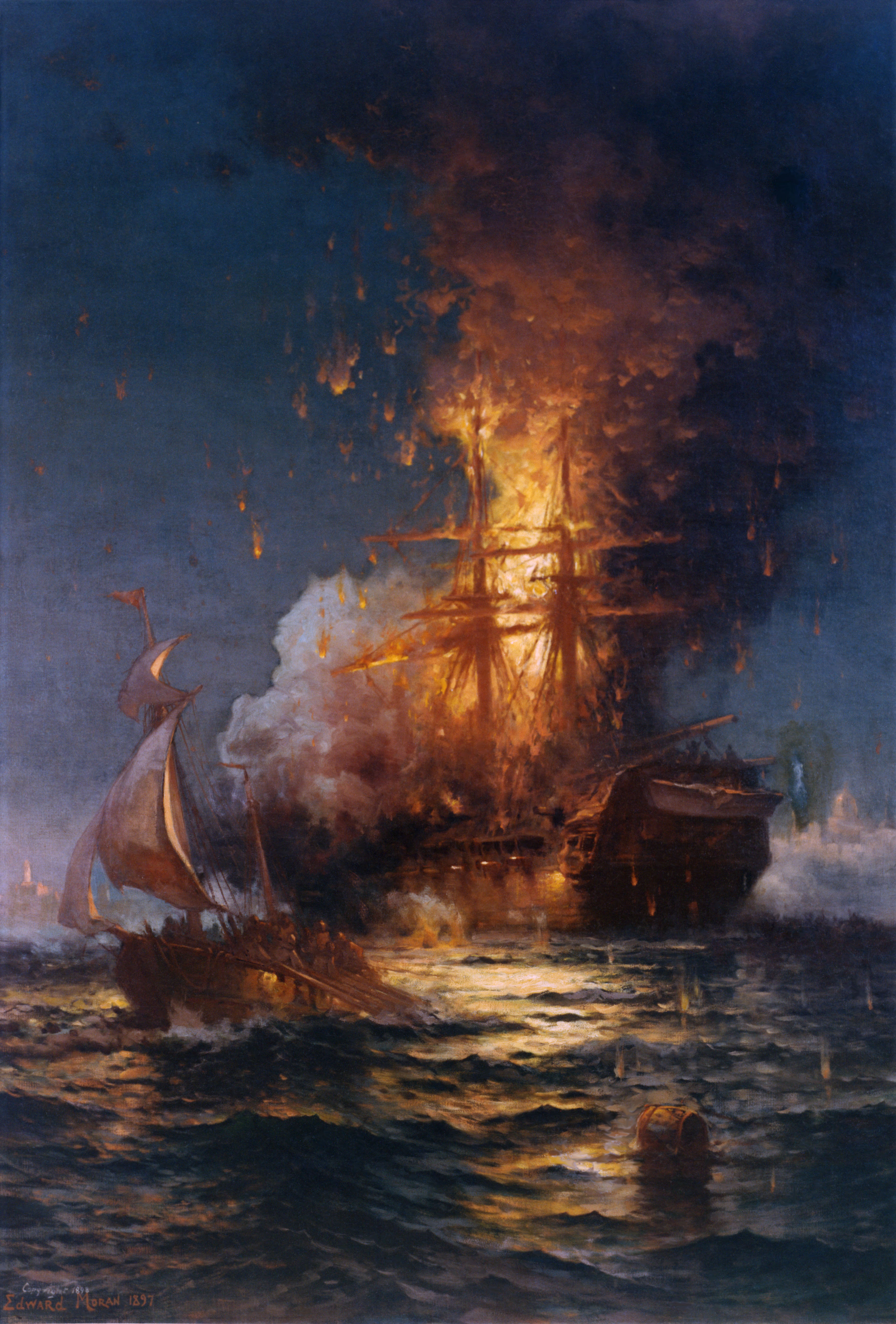
Philadelphia en llamas en el Puerto de Trípoli.

El escuadrón fue llevado a Siracusa (Sicilia), Preble comenzó a planear un ataque a Trípoli durante el verano, adquirió varios botes cañoneros pequeños que podrían acercarse más a Trípoli de lo que era posible con el Constitution debido a lo profundo de su calado. El grupo de ataque arribó en la mañana del 3 de agosto, conformado por el Constitution, el USS Argus (1803), el USS Enterprise (1799), el USS Scourge (1804), el USS Syren (1803), seis cañoneras y dos queches bomba; las operaciones se iniciaron de inmediato. Veintidós cañoneras de Trípoli salieron al encuentro en el puerto y después de un mes y múltiples ataques, el Constitution y su escuadrón habían destruido o dañado seriamente a muchas de las cañoneras enemigas, tomando a sus tripulaciones como prisioneros. A pesar de las pérdidas Yusuf Karamanli se mantuvo firme en su demanda de dinero y tributo. El 3 de septiembre, Richard Somers tomó el mando del Intrepid, que había sido convertido en un "volcán flotante" con 91 toneladas de pólvora, y lo llevó dentro del puerto de Trípoli, explotando en medio de la flota de corsarios cerca de la muralla de la ciudad. Esa noche el barco logró entrar al puerto, pero explotó prematuramente, matando a Somers y a los trece voluntarios que tripulaban el navío.
El Constellation y el President arribaron el 9 de septiembre con Samuel Barron al mando, Preble fue forzado a entregar el mando del escuadrón a Barron, quien tenía un rango mayor. El Constitution fue enviado a Malta el 11 de septiembre para reparaciones, durante el viaje capturó dos barcos griegos que intentaban pasar trigo hacia Trípoli. El 12 de octubre el Constitution colisionó con el President dañando seriamente su sección de proa incluyendo su mascarón de proa con la figura de Hércules. La colisión se atribuyó a un "Acto de Dios" pues fue causado por un cambio repentino en la dirección del viento.

### Batalla de Derme
El capitán John Rodgers asumió el comando del Constitution el 9 de noviembre mientras este permanecía en Malta por reparaciones y re aprovisionamiento. El 5 de abril de 1805 se integró de nuevo al bloqueo en Trípoli capturando un jabeque tripolitano y dos embarcaciones capturadas por este. Mientras tanto, el Comodoro Barron brindó soporte naval a William Eaton para bombardear Derne, mientras que un destacamento de Marines, bajo del mando de Presley O'Bannon, atacó la ciudad por tierra, capturándola el 27 de abril. Para el 3 de junio se había logrado un tratado de paz con Trípoli que fue firmado ese día a bordo del Constitution, que luego de esto viajó a Siracusa llevando la tripulación del Philadelphia. Luego, el Constitution fue enviada a Túnez arribando el 30 de julio, para el 1 de agosto ya había otros diescisiete buques de guerra en el puerto de Túnez: Congress, Constellation, Enterprise, USS Essex (1799), USS Franklin (1795), USS Hornet (1805), USS John Adams (1799), Nautilus, Syren, y ocho botes cañoneros. Fueron necesarios varios días de negociaciones, y un bloqueo corto en el puerto, para lograr que un acuerdo de paz el día 14 de agosto.
Rodgers permaneció al mando de escuadrón, con la tarea de enviar los barcos de vuelta a los Estados Unidos cuando ya no fueran necesarios. Eventualmente todos los barcos fueron enviados de vuelta excepto el Constitution, el Enterprise y el Hornet que permanecieron para realizar patrullajes de rutina y para observar las operaciones de los franceses y de la Marina Real Británica en las Guerras Napoleónicas. El 29 de mayo de 1806 Rodgers entregó el mando del escuadrón y el Constitution al capitán Hugh G. Campbell, quien luego de más patrullajes de rutina llevó el barco a Lisboa para reaprovisionamiento lo que le tomó tres meses. El capitán James Barron y el Chesapeake, recibieron la orden de zarpar el 15 de mayo de 1807 con instrucciones de reemplazar al Constitution como barco insignia del escuadrón del Mediterráneo, pero apenas salió de Norfolk se encontró con el HMS Leopard (1790) que lo atacó en lo que se conoce como el Incidente Chesapeake-Leopard, y por consiguiente el relevo del Constitution se atrasó. Sin enterarse del retraso del Chesapeake, el Constitution continuó patrullando. A finales de junio arribó a Livorno donde tomó el Monumento de Trípoli para llevarlo de vuelta a los Estados Unidos. Al arribar a Málaga se enteraron de lo sucedido con el Chesapeake, inmediatamente Campbell comenzó a preparar al Constitution y al Hornet para una posible guerra contra Inglaterra. La tripulación, enterándose del retraso en su relevo, comenzó a amotinarse y se negaron a navegar a menos que el destino fuera los Estados Unidos. Campbell y sus oficiales amenazaron con disparar un cañón lleno de metralla contra la tripulación si ellos no cumplían, y asunto arreglado. El 18 de agosto se ordenó el regreso a casa y el 8 de septiembre partieron para Boston donde llegaron el 14 de octubre. El Constitution había estado fuera durante cuatro años.

## Guerra de 1812

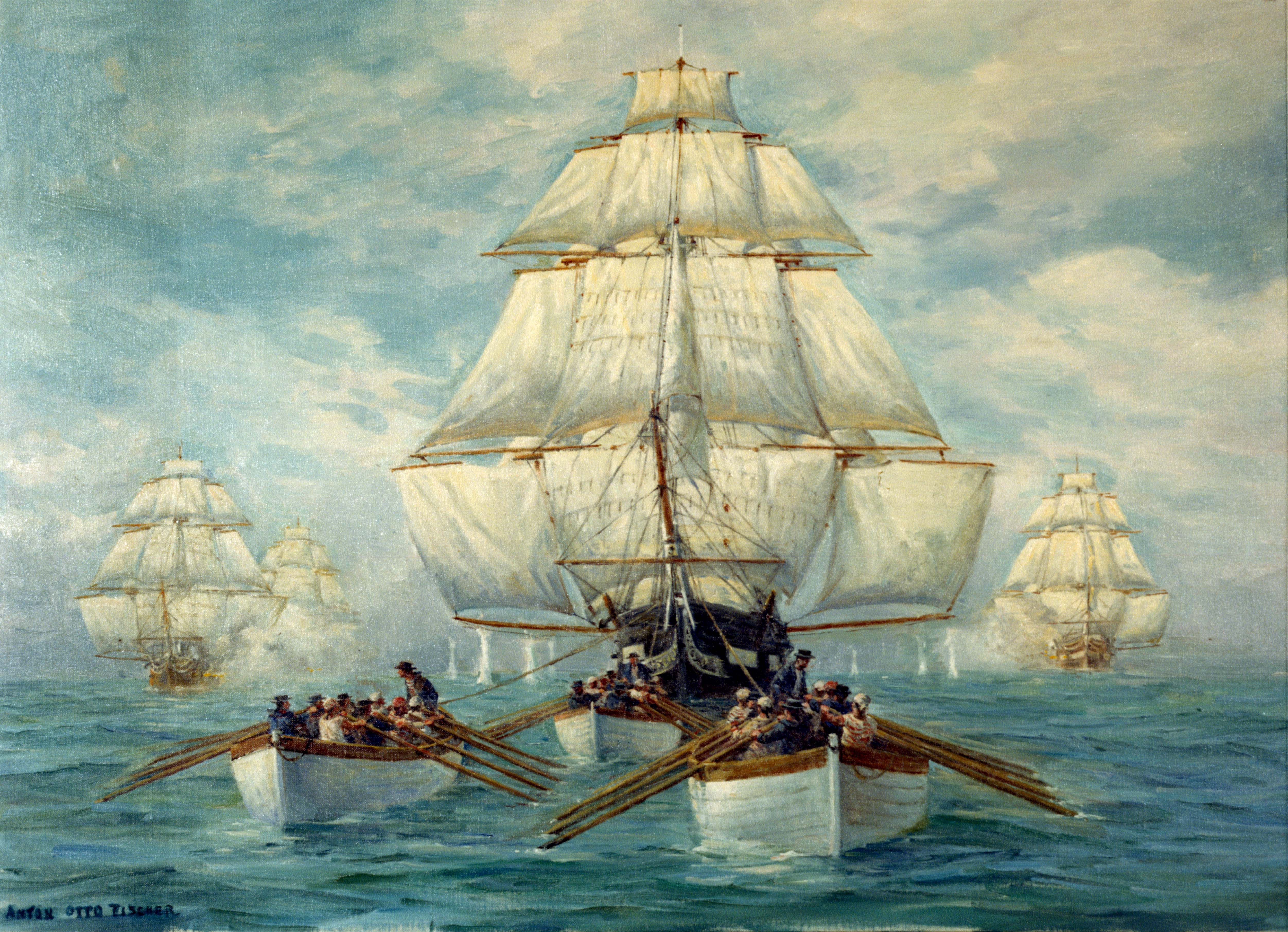
El Constitution durante la persecución.

El Constitution fue comisionado nuevamente en diciembre de 1807, bajo el mando del capitán John Rodgers quien fue encargado de supervisar un reacondicionamiento completo que se le hizo al Constitution con un costo justo por debajo de los 100.000 dólares. Inexplicablemente, Rodgers ignoró la coraza de cobre del casco, lo que después le llevó a decir que este era un barco lento. Los siguientes dos años fueron utilizados en viajes de entrenamiento y en tareas ordinarias. Cuando [el nuevo capitán] tomó el mando en junio de 1810 reconoció de inmediato la necesidad de limpiar la base del casco, removiendo "10 vagones cargados" de percebes y algas. Después, el 5 de agosto de 1811, Hull partió para Francia llevando al nuevo embajador Joel Barlow y a su familia, llegaron el 1 de septiembre. Durante los meses de invierno permaneció cerca de Francia y los Países Bajos, en este tiempo Hull constantemente salía a navegar y realizaba prácticas de disparo con los cañones para mantener preparada a su tripulación en caso de presentarse alguna situación hostil con los británicos, especialmente después del incidente con el Little Belt ocurrido en mayo de ese mismo año; había en ese momento una gran tensión entre los Estados Unidos y el Reino Unido, al punto que el Constitution estaba siendo seguida por fragatas británicas mientras esperaba algunos despachos de Barlow para ser llevados de vuelta a los Estados Unidos, donde arribó finalmente el 18 de febrero de 1812.
La guerra fue declarada el 18 de junio y Hull se hizo a la mar el 12 de julio con la intención de unirse al escuadrón de cinco naves que estaban al mando de Rodgers en el USS President (1800). El 17 de julio Hull divisó cinco naves fuera del puerto Egg en Nueva Jersey, inicialmente pensó que se trataba del escuadrón de Rodgers pero, a la mañana siguiente, se dieron cuenta de que en realidad era un escuadrón británico conformado por el HMS Aeolus (1801), HMS África (1781), HMS Belvidera (1809), HMS Guerriere (1806) y HMS Shannon (1806), que habían visto al Constitution y le estaban persiguiendo. Encontrándose en calma, sin vientos favorables, Hull, siguiendo una sugerencia dada por Charles Morris, dio instrucciones a su tripulación de utilizar los botes y sus anclas ligeras para remolcar la nave y llevarla fuera del alcance del escuadrón británico, también ordenó mojar las velas para aprovechar cualquier ráfaga de viento. Pronto los barcos británicos comenzaron a imitar las tácticas del Consitution para permanecer en la persecución. La persecución duró 57 horas y la tripulación del Constitution utilizó todo tipo de tácticas para vencer al escuadrón enemigo, incluso lanzaron por la borda unos 2300 galones de agua potable. Hubo intercambio de fuego de cañón, pero no fueron efectivos. El 19 de julio el Constitution se alejó lo suficiente como para desalentar al escuadrón británico, quienes terminaron abandonando la persecución. Arribaron a Boston el 27 de julio y permanecieron allí el tiempo justo para reabastecer sus suministros. Hull zarpó el 2 de agosto evitando quedar atrapado en puerto. Se dirigió en dirección noreste, en ruta hacia las líneas británicas entre Halifax y el Golfo de San Lorenzo, en el trayecto capturaron tres buques mercantes británicos, los cuales fueron quemados por orden de Hull, quien no quiso correr el riesgo de llevarlos a los Estados Unidos. El 16 de agosto Hull fue informado que una frata británica se encontraba cerca.

### Constitutioncontra elGuerriere

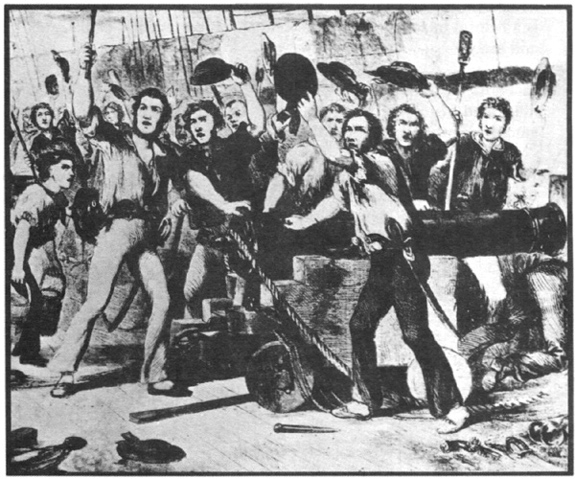
Tripulación de armas preparándose para la batalla con el Guerriere.

El 19 de agosto el Constitution avistó una fragata que resultó ser la HMS Guerriere (1806), con las palabras "No la Little Belt" pintadas en una de sus velas superiores. El Guerriere abrió fuego apenas estuvo en rango de disparo, pero Hull esperó con sus cañones listos hasta que las dos naves estuvieron a 25 yardas (22,9 m), en este punto ordenó una andanada completa con doble carga de metralla y munición completa. Durante el transcurso de la contienda los barcos colisionaron y en cierto momento ambos giraron juntos, mientras el Constitution continuaba disparando andanadas. El bauprés del Guerriere quedó enredado en los aparejos del Constitution, y cuando las dos naves se separaron la fuerza ejercida sobre el bauprés envió ondas de choque a través del aparejo del Guerriere, su mástil frontal se rompió, trayéndose consigo el mástil principal, con esto la batalla concluyó. Ahora el Guerriere no era más que un casco sin mástiles, tan dañado estaba que no valía la pena llevarla a puerto, Hull ordenó que se quemara al día siguiente. Hull utilizó la fortaleza de los costados de la nave, así como su habilidad para navegar para sorprender a los británicos, y para asombro de estos sus disparos parecían rebotar en el casco del Constitution sin causarle daño. Según se dice, uno de los marineros exclamaba "¡Hurra, sus lados están hechos de acero!" y fue de esta forma que el Constitution adquirió el sobrenombre de "Old Ironsides". El 30 de agosto el Constitution regresó a Boston y su tripulación, junto con Hull, encontraron que las noticias de su victoria se habían esparcido como incendio forestal y fueron aclamados como héroes.

### USSConstitutioncontra el HMSJava
El 8 de septiembre William Bainbridge, con rango superior a Hull, tomó el mando del "Old Ironsides" y lo preparó para otra misión en las rutas marítimas utilizadas por los británicos cerca de Brasil. El 27 de octubre zarpó junto con el USS Hornet (1805), ambos llegaron a São Salvador do Mundo, Cabo Verde el 13 de diciembre, donde avistaron al HMS Bonne Citoyenne (1796) en el puerto. Se dice que el Bonne Citoyenne trasladaba un total de 1 600 000 dólares en moneda hacia Reino Unido, pero su capitán se rehusó abandonar el puerto neutral dado el riesgo de perder su carga. El Hornet se quedó a esperar que el Bonne Citoyenne zarpara y el Constitution siguió navegando en busca de posibles capturas. El 29 de diciembre se encontraron con el HMS Java (1811) bajo el mando del capitán Henry Lambert, una fragata de la misma clase que el Guerriere, al saludo inicial de Bainbridge, el Java respondió con una andanada de fuego que dañó seriamente el aparejo del Constitution. La nave pudo recuperarse y disparar varias andanadas hacia el Java. Un disparo del Java destruyó el timón del Constitution, Bainbridge quien había sido herido dos veces durante la batalla, guio a su tripulación para navegar el barco utilizando la palanca del timón por el resto de la batalla. Al igual con el Guerriere, el bauprés del Java se enredó en los aparejos del Constitution, permitiéndole a Bainbridge atacar con los cañones del lado hasta que el mástil frontal del Java se rompió enviando la plataforma superior del mástil dos cubiertas abajo.
El Java se alejó para hacer reparaciones de emergencia, pero una hora después Bainbridge se acercó, y en este momento la nave británica se rindió. Bainbridge consideró que el Java estaba sumamente dañado y ordenó quemarlo, pero no antes de tomar su timón e instalarlo en el Constitution. Regresaron a Sao Salvador el 1 de enero de 1813, donde se reunió con el Hornet y dos barcos capturados por este, el Constitution trasladó los prisioneros del Java y tomó rumbo hacia Boston para reparaciones el 5 de enero, atrás quedó el Hornet esperando por el Bonne Citoyenne, el cual no abandonó el puerto. La victoria sobre el Java, el tercer barco inglés capturado por los Estados Unidos, obligó al almirantazgo británico ordenar a sus fragatas no enfrentarse a las fragatas estadounidenses en combate uno a uno. Solo naves de línea o escuadrones podían acercarse los suficiente como para atacar. El Constitution arribó a Boston el 15 de febrero y las celebraciones fueron mayores a las que Hull recibió algunos meses atrás.

### Marblehead y el bloqueo
Bainbridge determinó que el Constitution necesitaba una nueva cubierta superior junto con nuevos mástiles, velas, aparejos y reemplazar la base de cobre. El personal y los suministros habían sido desviados hacia los grandes lagos, causando escasez de recursos que podrían mantener el barco en Boston a intervalos junto con sus naves hermanas Chesapeake, Congress y President por la mayoría del año. Charles Stewart tomó el mando el 18 de julio y luchó para completar las reparaciones y contratar una nueva tripulación. Finalmente zarpó el 31 de diciembre con rumbo a las Indias orientales con el objetivo de acosar los barcos británicos, para finales de marzo de 1814 había capturado cinco barcos mercantes. También persiguió al HMS Columbine (1806) y al HMS Pique (1800), aun cuando estos barcos habían escapado luego de darse cuenta de que esta era una fragata estadounidense.
En las afueras de la costa de las Bermudas, el 27 de marzo, se descubrió que el mástil principal se había partido, requiriendo reparaciones de inmediato. Stewart se puso en rumbo hacia Boston cuando, el 3 de abril dos barcos ingleses, el HMS Junon (1809) y el HMS Tenedos (1812) iniciaron su persecución. Stewart comenzó a ordernar que la comida y el agua potable fueran tirados por la borda para aligerar el peso y ganar velocidad, confiando que el mástil principal soportara lo suficiente para llegar hasta Marblehead, Massachusetts. La última cosa que se lanzó por la borda fue el suplemento de licor. Tan pronto el Constitution arribó al puerto, los pobladores se apresuraron a brindarle ayuda, armando cuanto cañón poseían en el Fuerte Sewall, los británicos abandonaron la persecución. Dos semanas después el Constitution llegó a Boston donde permaneció bloqueado en el puerto hasta mediados de diciembre.

### HMSCyaney HMSLevant
El Capitán Sir George Collier, de la Marina Real recibió el mando del HMS Leander (1813) de 50 cañones y fue enviado a Norteamérica para enfrentarse con las fragatas estadounidenses que estaban causando pérdidas a la marina mercante inglesa. Mientras tanto, Charles Stewart vio su oportunidad para escapar del puerto de Boston en la tarde del 18 de diciembre, y de nuevo puso rumbo a las Bermudas. El capitán inglés, Collier, integró un escuadrón conformado por el Leander, el HMS Newcastle (1813) y el HMS Acasta (1797), e inició la búsqueda pero no pudo dar con el Constitution.
El 24 de diciembre el Constitution interceptó el barco mercante Lord Nelson y lo tomó prisionero, colocando una tripulación temporal a bordo. Los suministros del Lord Nelson fueron bien recibidos pues el Constitution no estaba bien abastecida cuando abandonó Boston, la tripulación incluso recibió con gusto una cena navideña. A las afueras del Cabo Finisterre el 8 de febrero de 1815, Stewart se enteró de que el Tratado de Gante había sido firmado, también comprendió que el estado de guerra probablemente permanecería hasta que el tratado no fuera ratificado. El 16 de febrero el Constitution capturó el mercante Susanna con un cargamento de pieles de animal valuado en 75 000 dólares.
El 20 de febrero alcanzaron dos barcos británicos, el HMS Cyane (1796) y el HMS Levant (1813), que navegaban juntos. El Cyane y el Levant iniciaron disparando sus cañones del costado contra el Constitution, pero Stewart pronto superó a ambos, el Levant fue obligado a apartarse para reparaciones, el fuego se concentró en el Cyane que pronto se rindió. El Levant retornó para enfrentar el Constitution, pero dio vuelta e intentó escapar tan pronto como vio que el Cyane había sido vencido. Pronto el Constitution le alcanzó, y luego de varias andanadas de cañón el Levant se rindió. Stewart permaneció junto con los barcos durante la noche mientras ordenaba realizar reparaciones a todas las naves. El Constitution había sufrido pocos daños durante la batalla, aunque luego descubrieron que había 12 balas de cañón de 32 libras incrustadas en el casco, ninguna había logrado atravesarlo. Se fijó rumbo hacia las Islas de Cabo Verde, los tres barcos arribaron a Puerto Praya el 10 de marzo.
A la mañana siguiente el escuadrón de Collier fue visto en curso hacia puerto, Stewart ordenó zarpar de inmediato a todos los barcos. Stewart no estaba enterado de que Collier le había estado buscando. El Cyane pudo eludir al escuadrón británico y tomó rumbo hacia los Estados Unidos, a donde arribó el 10 de abril. El Levant fue alcanzado y retomado. El Constitution aprovechó que el escuadrón de Collier estaba distraído con el Levant y logró escapar. Una vez más el Costitution lograba escapar de una fuerza abrumadora.

### Secuelas
El Constitution fijó curso hacia Guinea y luego al Oeste hacia Brasil, Stewart se había enterado, gracias a la captura del Susanna, que el HMS Inconstant (1783) estaba transportando lingotes de oro hacia Inglaterra, Stewart quería capturar este barco. El Constitution llegó a Maranhão el 2 de abril, desembarcó los prisioneros británicos y cargó agua fresca. Mientras estaban aquí, Stewart escuchó el rumor de que el tratado de Gante se había ratificado, por lo que tomó rumbo hacia Estados Unidos. El 28 de abril confirmó la noticia sobre la Paz cuando estaba en San Juan, Puerto Rico. Se dirigió hacia Nueva York a donde llegaron el 15 de mayo. Mientras que el Constitution había salido victorioso de la guerra sus naves hermanas Chesapeake y el President no fueron tan afortunadas, fueron capturadas en 1813 y 1815 respectivamente. El Constitution fue enviado a Boston y en enero de 1816 fue enviada a la flota de reserva quedando fuera de la acción de la Segunda Guerra Berberisca.
En abril de 1820 Isaac Hull, comandante del astillero Charlestown, ordenó la reparación y acondicionamiento del Constitution para enviarlo con el escuadrón del Mediterráneo. Se removieron las vigas de soporte diagonales diseñadas por Joshua Humphreys para colocar dos tanques de acero para el agua fresca, también se cambiaron algunas vigas bajo la línea de flotación así como la coraza de cobre del casco. Bajo la dirección del Secretario de Marina Smith Thompson se instalaron, a modo de experimento, ruedas de paletas manuales a cada lado de la nave. Estas ruedas estaban diseñadas para propulsar el barco a una velocidadad de 3 nudos (5,6 km/h; 3,5 mph) cuando este se encontrara en mares calmos. Las ruedas eran accionadas manualmente por la tripulación utilizando un cabrestante. Las pruebas iniciales fueron exitosas, pero no impresionaron a Hull ni Jacob Jones el nuevo comandante del Constitution. Jones mandó a remover las ruedas antes de zarpar el 13 de mayo de 1821 para un viaje de tres años por el Mediaterráneo.
Este fue un viaje sin incidentes para el Constitution y los barcos que le acompañaban el USS Ontario (1813) y el USS Nonsuch (1813); sin embargo, el comportamiento de las tripulaciones durante las visitas a puerto le dieron a Jones la reputación de ser un comodoro permisivo. La Marina estadounidense, cansada de recibir quejas sobre las tripulaciones, ordenó a Jones regresar a Boston, llegando el 31 de mayo de 1824, después de lo cual Jones fue relevado del mando. Thomas MacDonough tomó el mando quien zarpó el 29 de octubre hacia el Mediterráneo bajo el mando de John Rodgers quien estaba en el USS North Carolina (1820). Con la disciplina restaurada el Constitution reasumió sus deberes sin ningún incidente especial. MacDonough renunció a su mando por razones de seguridad el 9 de octubre en 1825. En el mes de diciembre el Constitution inició reparaciones que duraron hasta enero de 1826, hasta que Daniel Patterson asumió el mando el 21 de febrero. En agosto debió ir a Mahón por problemas en la cubierta superior, donde permaneció hasta que en marzo de 1827 se hicieron reparaciones temporales. El Constitution regresó a Boston el 4 de julio de 1828 y fue puesto en ordinario.

## Old Ironsides

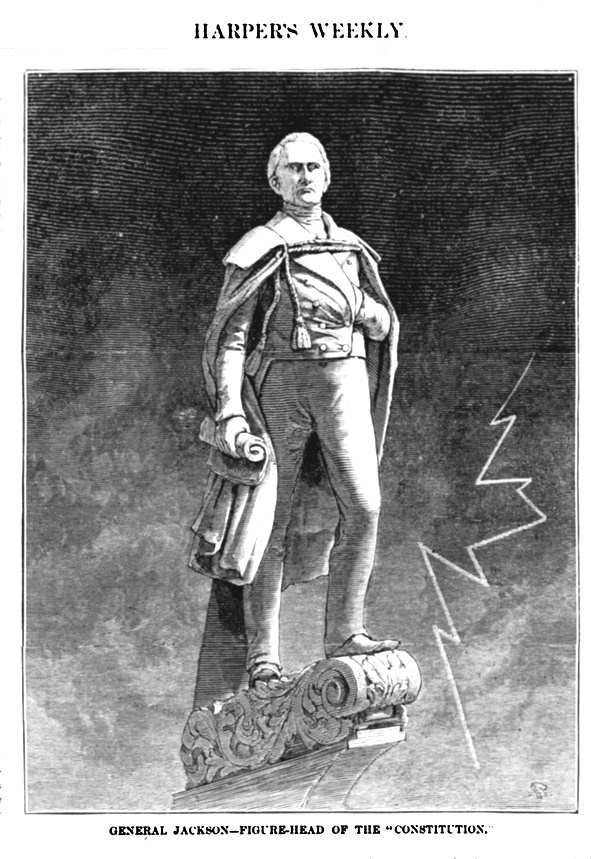
Mascarón de proa representando al presidente Andrew Jackson, según un grabado del "Harpers Weekly" de 1875.

El Constitution, en una era en la que las naves de madera tenían una expectativa de servicio de 10 o 15 años,[cita requerida]ahora cumplía los treinta y un años, en esta época se estaba realizando una evaluación de rutina de todas las naves mantenidas en ordinario ordenada por el Secretario de la Marina John Branch; el comandante del astillero naval Charlestown, Charles Morris, estimó que el costo de reparación del Constitution superaría los 157.000 dólares. El 14 de septiembre de 1830 apareció un artículo en el periódico Boston Advertiser que erróneamente afirmaba que la Marina quería desguazar el Constitution. Dos días después, se publicó el poema de Oliver Wendell Holmes "Old Ironsides" en el mismo periódico y poco después en todo el país, encendiendo la indignación pública e incitando esfuerzos para salvar al "Old Ironsides". El secretario Branch aprobó los costos, y el barco comenzó un período lento de reparaciones mientras esperaba la conclusión del dique seco que se encontraba en construcción en los astilleros. En contraste con los esfuerzos por salvar al Constitution, otras evaluaciones realizadas en 1834 encontraron que el Congress no era sujeto de reparaciones y fue desmantelada sin ninguna ceremonia en 1835.
El 24 de junio del 1833, el Constitution entró en dique seco en compañía de un grupo de observadores, entre los que se encontraban el vicepresidente Martin Van Buren, Levi Woodbury, Lewis Cass and Levi Lincoln. El capitán Jesse Elliott, el nuevo comandante de los astilleros navales supervisaría la reconstrucción. Con una curvatura de 30 plg (76,2 cm) en su quilla, el Constitution permaneció en el dique seco hasta el 21 de junio de 1834. Esta sería la primera vez, de muchas otras, que se hicieran recuerdos utilizando la madera vieja del barco; Isaac Hull ordenó bastones para caminar, marcos para pinturas, e incluso un carruaje tipo Faetón que fue regalado al Presidente Andrew Jackson. Mientras tanto, Elliot ordenó la instalación de un nuevo mascarón con la figura del Presidente Jackson bajo el bauprés. Esta imagen fue de gran controversia dada la impopularidad política de Jackson en Boston en aquella época. Elliot, un seguidor de las doctrinas de Jackson (un Demócrata Jacksoniano), recibió amenazas de muerte. Circularon rumores de que algunos ciudadanos de Boston incluso invadían los terrenos del astillero en un intento por quitar el mascarón por ellos mismos.
Un capitán mercante llamado Samuel Dewey aceptó un pequeño pago por completar él mismo la tarea de remover el mascarón. Elliot había puesto guardas en el Constitution para cuidar del mascarón, pero Dewey, utilizando el ruido provocado por una tormenta eléctrica para ocultar sus movimientos, cruzó el río Charles en un bote pequeño y se las ingenió para cortar la cabeza de Jackson. La cabeza cercenada viajó entre tabernas y casas de reunión en Boston, antes de ser devuelta al secretario de Marina Mahlon Dickerson por el mismo Dewey; esta pieza permaneció en la biblioteca de Dickerson durante muchos años. Una carta de 1855 para el editor del The New York Times informó de la historia otra vez. La añadidura de bustos a su popa, que representan a Isaac Hull, William Bainbridge y Charles Stewart, escapó de cualquier tipo controversia, y los bustos permanecerían en su lugar en los siguientes cuarenta años.